# Searsia gerrardii
Searsia gerrardii är en sumakväxtart som först beskrevs av Adolf Engler, och fick sitt nu gällande namn av Moffett. Searsia gerrardii ingår i släktet Searsia och familjen sumakväxter. Inga underarter finns listade i Catalogue of Life.